# Wilhelm Rahlfs
Wilhelm Rahlfs (* 24. August 1938 in Neustadt am Rübenberge; † 26. Februar 2014 in Hamburg) war ein deutscher Politiker der FDP und Hamburger Senator.

## Leben und Beruf
Rahlfs studierte Volkswirtschaft an der Universität Hamburg. Nach dem Diplom 1963 arbeitete er zunächst als wissenschaftlicher Mitarbeiter weiter an der Universität. Seit 1967 war er als Senatsbeauftragter Leiter der Sonderdienststelle der Internationalen Gartenbauausstellung 1973, die in Planten un Blomen stattfand. Anschließend arbeitete er in der Baubehörde. Von 1980 bis 1985 war er Leiter des Büros der Hamburg-Werbung.

## Politik
Rahlfs gehörte seit 1959 der FDP an. Während des Studiums engagierte er sich im Liberalen Studentenbund Deutschlands (LSD) und war 1960/61 LSD-Bundesvorsitzender. Von 1970 bis 1974 gehörte Rahlfs erstmals der Hamburgischen Bürgerschaft an, wurde 1974 jedoch von seiner Partei nicht wieder nominiert. Nach der Bürgerschaftswahl 1987 zog er erneut in die Bürgerschaft ein und war zunächst bis zu seiner Wahl in den Senat Vorsitzender der FDP-Fraktion. Nachdem die SPD bei der Bürgerschaftswahl 1991 die absolute Mehrheit erhalten hatte, schied er aus dem Senat aus und nahm sein Bürgerschaftsmandat wieder wahr. In der 14. Wahlperiode (1991 bis 1993) gehörte er für seine Fraktion dem Bauausschuss, dem Haushaltsausschuss sowie dem Stadtentwicklungsausschuss an.
Von 1987 bis 1991 ruhte sein Bürgerschaftsmandat wegen der Zugehörigkeit zum Hamburger Senat. Unter den Bürgermeistern Dohnanyi und Voscherau war er als Senator Präses der Behörde für Wirtschaft, Verkehr und Landwirtschaft.
Innerparteilich war Rahlfs Mitglied des Bundesvorstandes der FDP sowie stellvertretender Landesvorsitzender und Schatzmeister der FDP Hamburg.

## Angriff auf Rolf Becker
Während einer Lesung auf dem Hamburger Rathausmarkt am 8. Mai 2008 anlässlich des Jahrestages der Bücherverbrennung 1933 in Deutschland schlug Rahlfs mit seinem Gehstock auf den Schauspieler Rolf Becker ein, der gerade aus einem Text des Dichters Heinrich Heine zitierte. Rahlfs, der nach einem Schlaganfall 1989 meistens am Stock ging, erklärte den Vorfall als ein Missverständnis. Er habe geglaubt, jemand habe die Bannmeile verletzt. Zudem habe er Becker nicht tätlich angegriffen. Schließlich zahlte Wilhelm Rahlfs im Rahmen der Einstellung des Strafverfahrens als Geldauflage 5.000 Euro an die Staatskasse. Weiterhin zahlte er 5.000 Euro an Rolf Becker, der diesen Betrag dem Auschwitz-Komitee (zur Verfügung des Arbeitskreises ‚Bücherverbrennung – nie wieder!’) übergab.